# داربینیان
داربینیان (زبان ارمنی: Դարբինյան), یکی از نام‌های خانوادگی رایج در میان ارمنیان می‌باشد.
- آرمن داربینیان، سیاست‌مدار و اقتصاددان
- آرمن داربینیان، سیاستمدار
- سامول داربینیان، مربی فوتبال